# Kostroma (rivier)
De Kostroma (Russisch: Кострома́) is een linker zijrivier van de Wolga in het Europese deel van Rusland. De Kostroma stroomt door de oblasten Jaroslavl en Kostroma, en vormt over de laatste vijftig kilometer de natuurlijke grens tussen deze oblasten. De monding is na 354 kilometer in het stuwmeer van Gorki bij de gelijknamige stad Kostroma voorbij het Ipatjev-klooster. De Kostroma wordt gevoed door de Wotsja, Mesenda, Wjoksa, Tjobsa en de Sjatsja aan de linkerzijde, en door de Sjoegoma, Svetlitsa, Lamsa, Selma, Monsa en Obnora aan de rechterzijde. De bovenloop van de rivier is grillig en smal en naarmate de rivier dichter bij het stuwmeer komt, wordt de rivierbedding uiteindelijk zo'n 30 à 40 meter breder. Stroomafwaarts vanaf de stad Buj is de rivier bevaarbaar. Van november tot mei vriest de rivier normaal dicht en het smeltwater van de sneeuw en het ijs zorgt in het voorjaar voor een tijdelijk hoger waterpeil.
Via de Wolga stroomt het water uiteindelijk naar de Kaspische Zee.